# SPDY
A SPDY (ejtsd „szpídi”, a „gyors, sebes” jelentésű angol „speedy” kifejezésből) az informatikában egy elsődlegesen a Google által fejlesztett kísérleti, alkalmazási rétegbeli protokoll, amelyet webes tartalmak továbbítására hoztak létre. Bár jelenleg nem tartozik a szabványos protokollok közé, a SPDY fejlesztőcsapata nyilvánosan kijelentette, hogy törekednek a szabványosítására (jelenleg Internet Draft-ként elérhető), kliensoldali referenciamegvalósításai pedig a Google Chrome, a Mozilla Firefox és az Opera részét képezik.
A SPDY igen hasonlít a HTTP-hez; annak egyes részeit lecseréli, más részeit kiegészíti. Fő céljai a weblapok késleltetési idejének csökkentése mellett a webes biztonság javítása. A weblapok gyorsabb betöltődését tömörítés, multiplexálás és priorizálás segítségével éri el. A név nem mozaikszó, hanem a „speedy” rövid alakja. A SPDY a Google bejegyzett védjegye.

## Design
A SPDY célja a weboldalak betöltődési idejének csökkentése. A HTTP protokollt egy fájl hatékony átvitelére tervezték; azóta a weboldalak sokkal komplexebbek lettek, nem ritka, hogy 60-nál is több képet, CSS-fájlokat, JavaScripteket, cookie-kat kell továbbítani megjelenítésükhöz. Ennek felgyorsítását az SPDY úgy éri el, hogy a weboldal számos erőforrásának priorizált és multiplexelt átvitelét biztosítja, méghozzá oly módon, hogy a kliens és a szerver között csak egyetlen kapcsolatra van szükség.
A protokollt a kezdetektől úgy tervezték, hogy minden tartalom TLS-lel titkosítva és DEFLATE-tel (gzippel) tömörítve (a HTTP-vel ellentétben a fejléceket is tömöríti) kerüljön átvitelre. További gyorsítási lehetőséget jelent, hogy több tartalom együttes lekérésekor az általában statikus fejléceket (User-Agent, Host, Accept*) csak egyszer küldi át. A priorizálás célja, hogy egy nagyméretű fájl átvitele ne lassítsa le az oldal letöltődését. Fontos különbség még, hogy míg a HTTP-nél a szerver passzívan várakozik, hogy a kliens egyenként lekérje a weboldal fájljait, a SPDY esetében a szerverek javasolhatnak (hint) vagy akár le is küldhetnek (push) tartalmakat a kliensre.

## HTTP-vel való kapcsolata
A SPDY újdonságai csak a kliens és a szerver közötti kommunikáció módozatait érintik; nem módosították a HTTP protokoll olyan részeit, ami miatt a weboldalakon változtatni kellene. Ez azt jelenti, hogy a már meglévő szerveroldali alkalmazásokat változtatás nélkül tovább lehet használni egy SPDY-kompatibilitási réteg közbeiktatásával; csak a kliensen futó webböngészőn (user agent) és a webkiszolgáló alkalmazáson kell módosítani.
A SPDY-n keresztül küldött HTTP-kérések feldolgozásra, tokenizálásra, egyszerűsítésre és tömörítésre kerülnek. Például minden SPDY végpont számon tartja, hogy milyen fejlécek lettek már elküldve a megelőző kérések során, és ezeket nem kell újra elküldenie; amit mégis el kell küldeni, azt tömörítve küldi.
Az IETF working group for HTTPbis 2012-ben megkezdte munkáját a HTTP 2.0-n, melynek a SPDY (draft-mbelshe-httpbis-spdy-00) lesz a kiinduló pontja (a Microsoft HTTP Speed+Mobility indítványa is versenyben volt egy ideig).

## Gyorsítótárazás
A szerveroldali push-mechanizmus kitolja a böngésző felé a tartalmat a gyorsítótár létezésétől függetlenül, ami a sávszélesség pocsékolásához vezethet. A kerülő megoldás a szerveroldali „hint” (javaslat) mechanizmus használata.

## Protokolltámogatás
Ahhoz, hogy a HTTPS-sel együttműködhessen, az SPDY igényli a Next Protocol Negotiation (NPN) nevű TLS-kiterjesztést, így a böngésző- és szerveroldali támogatás is a HTTPS-programkönyvtár támogatásának függvénye.
Az OpenSSL 1.0.1 és újabbi változatai ismerik az NPN-t,
az NSS-hez is hozzáadták a támogatását.

## Protokollverziók
Az SPDY protokoll verziószámozást használ. A vezérlőkeretekben 15 dedikált bit jelzi a protokoll verziószámát. Az SPDY 1-es verziója már sehol sincs használatban. A 3-as verzió a jelenleg legelterjedtebb, a 3.1-es, illetve 4 alpha verziókat pedig a Chrome tesztváltozataiban tesztelik.

## Böngészőtámogatása
A Google Chrome és a Chromium böngészők használják a SPDY-t A Chrome-ban futó SPDY-munkamenetek a következő különleges URL-en tekinthetők meg: chrome://net-internals/#events&q=type:SPDY_SESSION%20is:active .
Létezik a Google Chrome-nak egy parancssori kapcsolója (--enable-websocket-over-spdy), ami lehetővé teszi a WebSocket SPDY protokoll fölötti korai, kísérleti implementációjának használatát.
A Mozilla Firefox 11 és a SeaMonkey 2.8 támogatja a SPDY protokollt, bár alapértelmezetten nincs bekapcsolva. Az about:config alatt, a network.http.spdy.enabled beállításnál engedélyezhető. A Firefox 13-ban tervezik alapértelmezetten bekapcsolni az SPDY-t. A Mozilla Firefox 18-as verziója alapértelmezés szerint támogatja az SPDY-t, ráadásul bekapcsolva találjuk mind az 1-es, 2-es és 3-as verziót is.
Az Amazon Kindle Fire-jében alkalmazott Silk böngészője a SPDY protokoll segítségével kommunikál az optimalizált, felhőalapú weboldal-megjelenítést nyújtó EC2 szolgáltatással.
Az Opera böngésző 2012. november 6-án megjelent 12.1-es verziója az SPDY2 és SPDY3 protokollt is támogatja.
Az Internet Explorer 11 Windows 8.1 alatt rendelkezik SPDY-támogatással, Windows 7 alatt nem.

## Szerveroldali támogatása
Jelenleg (2012 márciusában) nem általánosan elterjedt a weboldalakon a SPDY támogatása. 
Egyes Google-szolgáltatások (pl. Google kereső, Gmail, Chrome-szinkronizáció és a Google hirdetések kiszolgálása) ha lehetséges, SPDY-t használnak a böngészőkkel való titkosított kommunikáció során.
A Twitter 2012 márciusában kapcsolta be az SPDY támogatását kiszolgálóin, így az övé a második legnagyobb, SPDY-t alkalmazó weboldal.
Szintén 2012 márciusában jelent meg az open source Jetty Web Server 7.6.2-es verziója, már SPDY-támogatással, és más open source projektek is dolgoznak a támogatáson, mint a node.js, az Apache (mod_spdy), a curl, és a nginx is.
2012 áprilisában a Google megjelentette az Apache-hoz írt SPDY csomagját, azóta egyes kisebb weboldalak is bevezették az SPDY támogatását.
2012 májusában az F5 Networks bejelentette, hogy támogatja a SPDY-t BIG-IP application delivery controllerjeiben.
2012 júniusában az NGINX, Inc. bejelentette a SPDY támogatását nyílt forrású webkiszolgálójában, az Nginx-ben.
2012 júliusában a Facebook bejelentette SPDY-vel kapcsolatos implementációs terveit.

## Kritikája
A SPDY kritikusai a kötelező TLS réteg miatti magas CPU-használatot és a proxy cache-elhetőség hiányát említik.

## Fordítás
Ez a szócikk részben vagy egészben  a   SPDY című angol Wikipédia-szócikk ezen változatának fordításán alapul.  Az eredeti cikk szerkesztőit annak laptörténete sorolja fel. Ez a jelzés csupán a megfogalmazás eredetét és a szerzői jogokat jelzi, nem szolgál a cikkben szereplő információk forrásmegjelöléseként.